# Canyon (Teksas)
Canyon – miasto w Stanach Zjednoczonych, w stanie Teksas, w hrabstwie Randall. W 2009 roku liczyło 14 529 mieszkańców.